# فیلیپ لابت
فیلیپ لابت (انگلیسی: Philip LaBatte; ۵ ژوئیهٔ ۱۹۱۱ – ۶ سپتامبر ۲۰۰۲) بازیکن هاکی روی یخ اهل ایالات متحده آمریکا بود.